# Abazy pasza
Abazy pasza, Mehmed Abaza pasza, Abaza pasza (zm. 24 sierpnia 1634) – bejlerbej Bośni.

## Życiorys
Pochodził z kaukaskiego plemienia Abchazów. Schwytany w turecką niewolę dostał się do Konstantynopola, gdzie szybko awansował. Za panowania Osmana II był już bejlerbejem Erzurum. W 1623 roku brał udział w nieudanym buncie przeciwko Muradowi IV. Mimo to zachował przychylność sułtana, który mianował go bejlerbejem Bośni. W maju 1632 roku został zdegradowany do urzędu sandżakbeja sylistryjskiego. 20 października 1633 wraz z wojskami tatarskimi i Mołdawianami wkroczył w granice Rzeczypospolitej. Poniósł klęskę 22 października 1633 roku pod Kamieńcem Podolskim. 24 sierpnia 1634 roku z rozkazu Murada IV został uduszony.